# Ierse parlementsverkiezingen 1973
De Ierse parlementsverkiezingen  1973 vonden plaats op 28 februari. De Dáil Éireann, het Ierse parlement, was eerder ontbonden op 7 februari.

## Achtergrond
Fianna Fáil  was op het moment van de verkiezingen al bijna 16 jaar onafgebroken aan de macht geweest. Op dat moment was Jack Lynch partijleider en premier. Hij had de Dáil al in december 1972 willen ontbinden om nieuwe verkiezingen uit te schrijven, maar de omstandigheden leenden zich daar niet voor. 
Fine Gael en de Labour-partij wisten dat de enige manier waarop zij Fianna Fáil konden verslaan was door de krachten te bundelen. Zij sloten daarom voorafgaand aan de verkiezingen een pact dat bekend kwam te staan als de Nationale Coalitie.
Fianna Fáil haalde een hoger stemmenpercentage ten opzichte van de vorige verkiezingen, maar verloor wel zetels. Dit was mogelijk doordat er in Ierland sprake is van een districtenstelsel. De partijen van de Nationale Coalitie deden namelijk strategische oproepen - verschillend per district - om op elkaars kandidaten te stemmen. Na de verkiezingen sloten Fina Gael en de Labour-partij een coalitie, met Liam Cosgrave aan het hoofd.

## Uitslag
| Partij             | Stemmen   | %    | ±%    | zetels | verschil |
| ------------------ | --------- | ---- | ----- | ------ | -------- |
| Fianna Fáil        | 624.528   | 46,2 | ▲ 1,6 | 68     | ▼ 6      |
| Fine Gael          | 473.781   | 35,1 | ▲ 1,8 | 54     | ▲ 4      |
| Irish Labour Party | 184.656   | 13,7 | ▼ 2,9 | 19     | ▲ 1      |
| Sinn Féin          | 15.366    | 1,1  | ▲ 1,1 | 0      | 0        |
| Aontacht Éireann   | 12.321    | 0,9  | ▲ 0,9 | 0      | 0        |
| Onafhankelijken    | 39.855    | 3,0  | ▼ 2,5 | 2      | ▲ 1      |
| Totaal             | 1.350.537 | 100% |       | 144    |          |